# 612 Veronika
612 Veronika је астероид главног астероидног појаса са пречником од приближно 37,74 .
Афел астероида је на удаљености од 3,974 астрономских јединица (АЈ) од Сунца, а перихел на 2,341 АЈ.
Ексцентрицитет орбите износи 0,258, инклинација (нагиб) орбите у односу на раван еклиптике 20,828 степени, а орбитални период износи 2049,737 дана (5,611 година).
Апсолутна магнитуда астероида је 11,20 а геометријски албедо 0,041.
Астероид је откривен 8. октобра 1906. године.